# Gwiazdy mówią
Gwiazdy mówią – tygodnik ezoteryczny ukazujący się od 1995 roku. Wydaje go Wydawnictwo Te-Jot.
„Gwiazdy mówią” jest pismem astrologicznym, prezentuje szczegółowe horoskopy – księżycowy i astrologiczny – dla każdego z 12 znaków zodiaku; komentuje wydarzenia od strony astrologicznej, mówi o nowoczesnej magii, prezentuje naturalne terapie zdrowotne, podpowiada, jak niekonwencjonalnie zmienić swoje życie. Porusza tematy niewyjaśnionych zjawisk (telepatia, chiromancja, channeling, medycyna niekonwencjonalna, tarot, wróżby, tajemnice historii, niezwykłe miejsca, odkrycia naukowe).
Wśród autorów piszących dla „Gwiazdy Mówią” są m.in.: Wojciech Jóźwiak, Elżbieta Bazgier, Piotr Piotrowski, Miłosława Krogulska, Izabela Podlaska-Konkel, Maria Bigoszewska, Elżbieta Nowalska.
Raz na kwartał ukazuje się „Gwiazdy Mówią – wydanie specjalne”. Każdy numer jest poświęcony odrębnym zagadnieniom (np. horoskopom rocznym, numerologii, chiromancji, astrologii chińskiej, naturalnym terapiom zdrowotnym itp.).